# Seriecenter

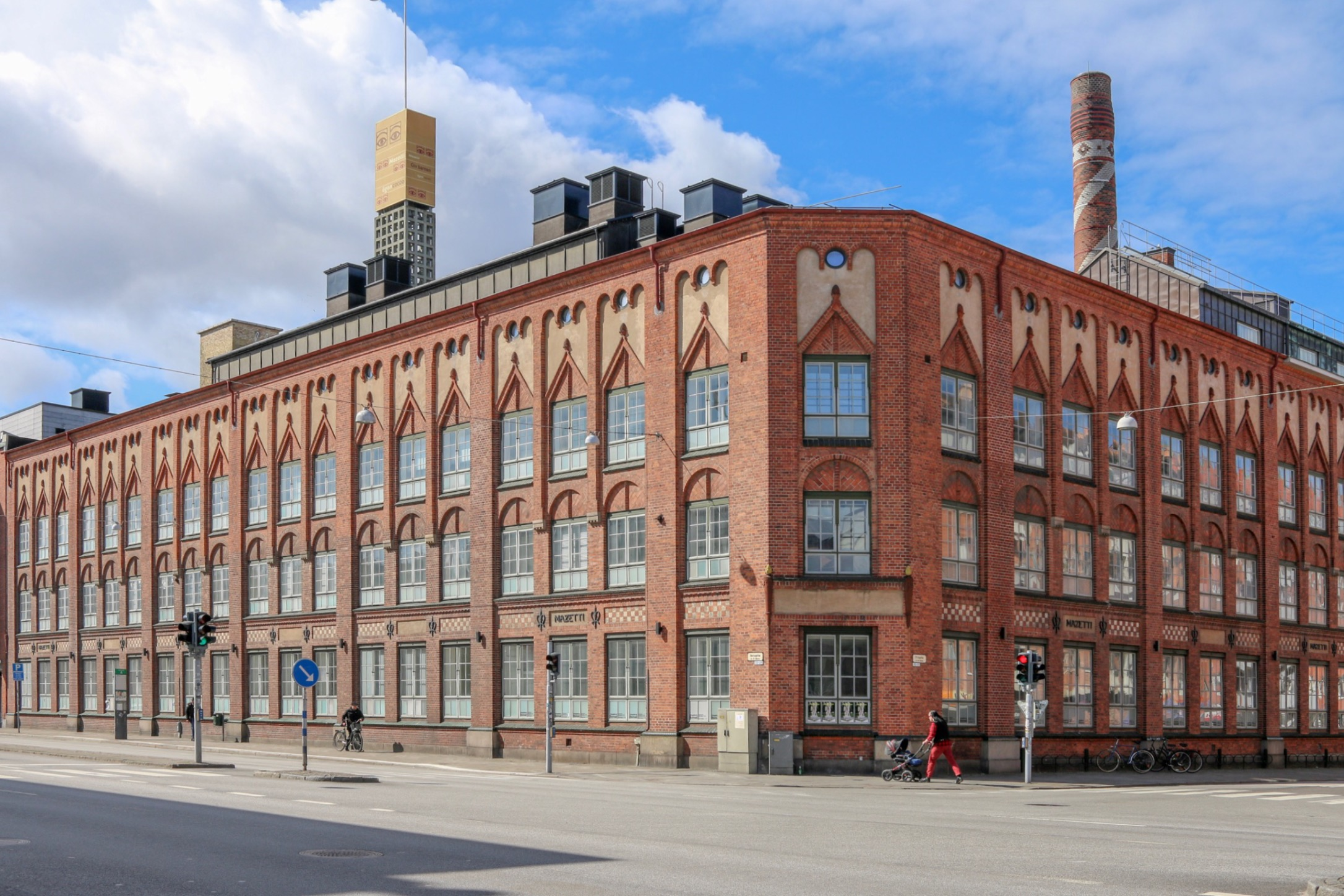
"Mazettihuset", där bland annat Seriecenter är inrymt.

Seriecenter på Kulturhuset Mazetti i Malmö är sedan mars 2006 en samlingssplats för seriekulturen i Malmö. Seriefrämjandet, en av initiativtagarna, lämnade Mazettihuset våren 2023 på grund av ekonomiska problem.

## Historik och beskrivning
Seriecenter inryms inom Mazetti-byggnaden, ett rött tegelhus där man tidigare tillverkade chokladprodukter. De första serierelaterade verksamheterna flyttade in februari 2006, och månaden efter skedde den officiella invigningen.
Seriecenter består av fyra olika delar:
- Seriestudion – En ateljé för professionella serieskapare där bland andra Joakim Gunnarsson, Stina Hjelm och Adam Blomgren sitter. Sammanlagt finns ett tiotal ateljéplatser att tillgå. Även minst ett serieförlag[3] har kontor på Seriestudion.

- En utbildningslokal för kurser i tecknade serier. Här bedriver Kulturskolan i Malmö undervisning i serieskapande med mera.

- C'est Bon Kultur. Det är en ideell förening och seriekollektiv som publicerar tidskriften C'est Bon Anthology och anordnar utställningar med bild- och seriekonst. Flyttade ut till annan lokal 2016.[4]

- Sedan 2010 verkar Kvarnby folkhögskola ("Serieskolan i Malmö") inom lokalerna.[5]

Fram till 2023 fanns förbundskansliet för Seriefrämjandet i Seriecenter där det mesta av Seriefrämjandets styrelsearbete samt produktionen av tidskriften Bild & Bubbla skedde. Sedan samlokaliserade istället denna verksamheten till lokalen Rum för serier på Friisgatan 12.